# كاستراكيون (تريكالا)
كاستراكيون (Καστράκιον) هي مدينة في تريكالا في مقاطعة فوريا إلادا في اليونان. يبلغ عدد سكانها حوالي 1077 نسمة.